# Emmington
Emmington – wieś w Anglii, w hrabstwie Oxfordshire, w dystrykcie South Oxfordshire. Leży 24 km na wschód od Oksfordu i 60 km na północny zachód od Londynu.